# کاردان فنی تجربی

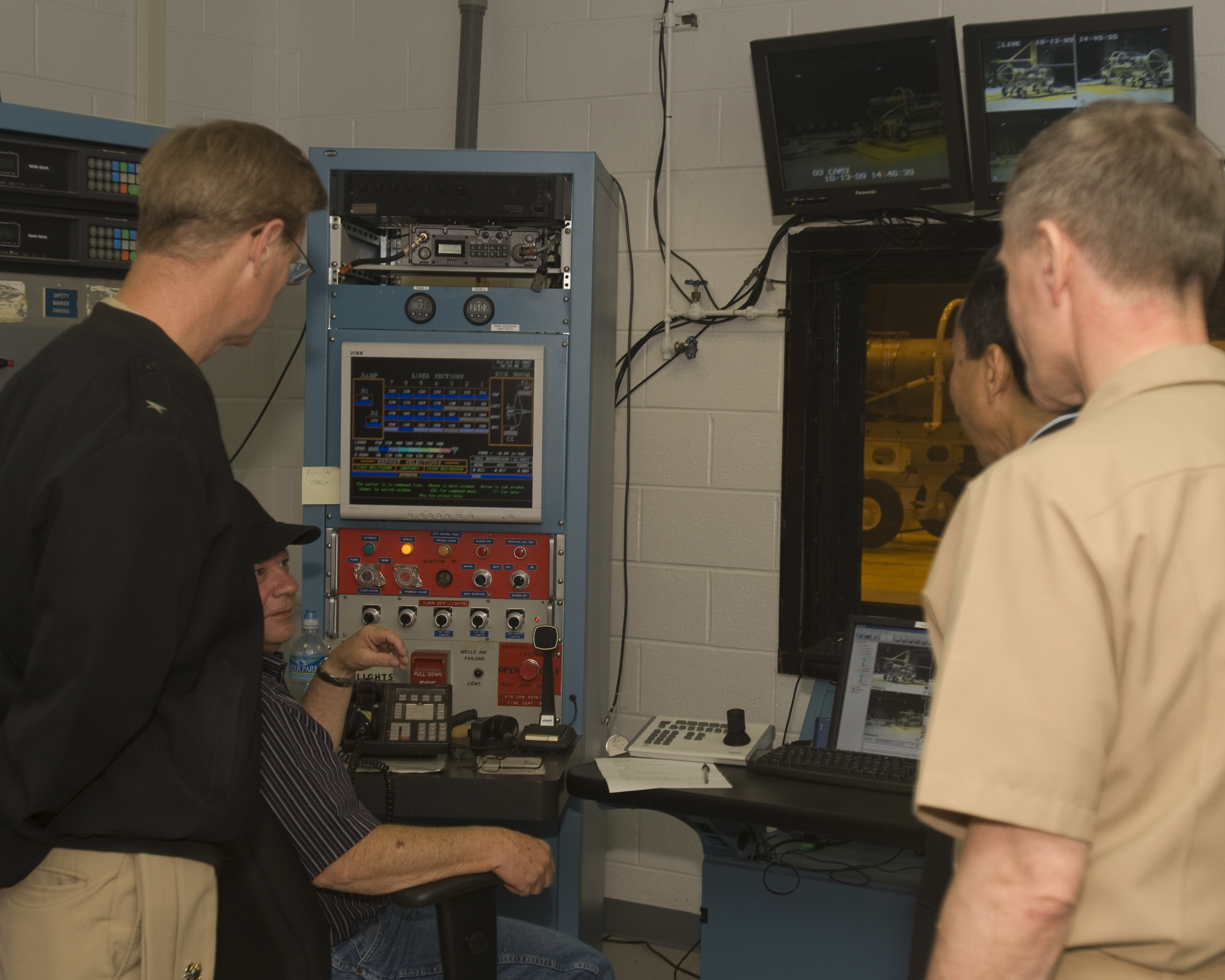
کاردان فنی در حال ارائه توضیحات راجع به دستگاه

کاردان فنی تجربی یا تکنیسین به فردی حرفه‌ای گفته می‌شود که در یک زمینهٔ فنّی دارای تخصّص‌های علمی و تجربی است‌.تکنسین فنی-مهندسی در مهارت‌ها و تکنیک‌های مرتبط با شاخه خاصی از فناوری، به صورت علمی و عملی مفاهیم مربوطه را آموزش دیده‌است.